# Campo Santi Giovanni e Paolo
El Campo Santi Giovanni e Paolo, conegut comunament com a Campo San Zanipolo, és una de les places més grans de Venècia, situada al barri de Castello, a la frontera amb Cannaregio.
Al centre del campo, sobre una base de marbre policromat, s'alça el monument eqüestre de Bartolomeo Colleoni, obra de Verrocchio.

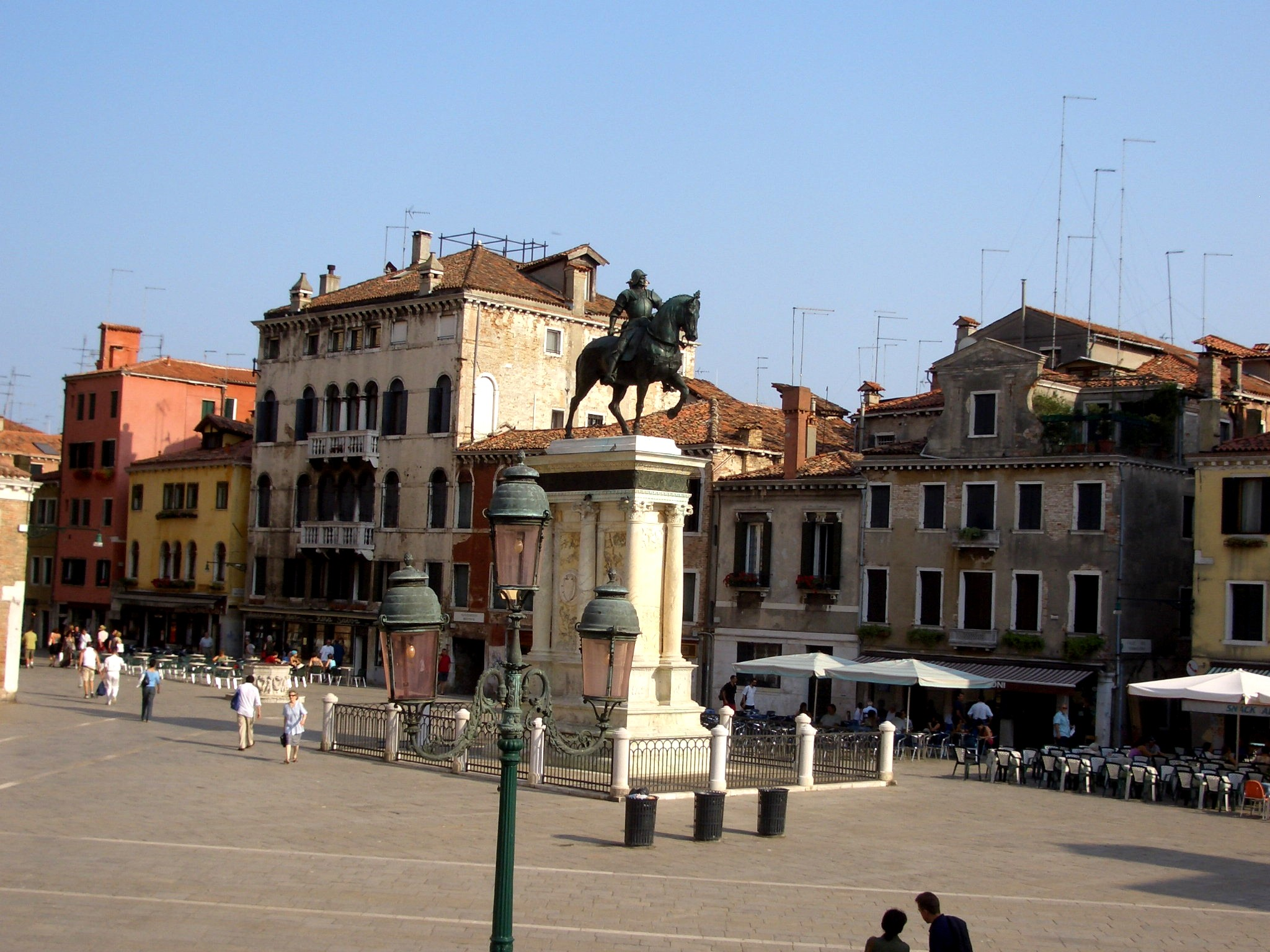
Campo Santi Giovanni e Paolo avui, amb el monument a Bartolomeo Colleoni

La imponent església dels Sants Joan i Pau (San Zanipolo en dialecte venecià) tanca la cantonada amb la Scuola Grande di San Marco, que també s'estén pels fondamenta del riu Mendicanti adjacent. Al costat de l'església hi ha l'entrada principal, i per tant la façana, de l'hospital de la ciutat.
En un racó exterior a l'absis lateral de la basílica, encara és visible l'antic nivell del campo, recobert de terracota, i molt per sota de l'actual paviment.
Cada any, el campo també és el punt de partida i lloc de la cerimònia de lliurament de premis de la regata SS. Joan i Pau.